# 墨西哥乌鸦
墨西哥乌鸦（学名：Corvus imparatus），是鸦科鸦属的一种，分布于墨西哥和美国。全球活动范围约为114,000平方千米。该物种的保护状况被评为无危。
墨西哥乌鸦的平均体重约为221.0克。栖息地包括耕地、亚热带或热带的湿润低地林、亚热带或热带的旱林、城市和牧草地。